# Strážnice
Strážnice (in tedesco Strassnitz) è una città della Repubblica Ceca facente parte del distretto di Hodonín, in Moravia Meridionale. Fa parte della regione storica della Slovacchia morava.